# Filipiny na Letnich Igrzyskach Olimpijskich 2020
Filipiny na Letnich Igrzyskach Olimpijskich 2020 reprezentowało 19 zawodników: 9 mężczyzn i 10 kobiet. Był to 22. start reprezentacji Filipin na letnich igrzyskach olimpijskich.

## Zdobyte medale[3]
| Medal  | Zawodnik       | Dyscyplina           | Konkurencja               | Rezultat                                                           | Data       |
| ------ | -------------- | -------------------- | ------------------------- | ------------------------------------------------------------------ | ---------- |
| Złoto  | Hidilyn Diaz   | Podnoszenie cieżarów | kategoria do 55 kg kobiet | 224 kg                                                             | 26 lipca   |
| Srebro | Nesthy Petecio | Boks                 | waga piórkowa kobiet      | W finale uległa reprezentantce Japonii Sena Irie                   | 3 sierpnia |
| Srebro | Carlo Paalam   | Boks                 | waga musza mężczyzn       | W finale uległ reprezentantowi Wielkiej Brytanii Galal Yafai       | 7 sierpnia |
| Brąz   | Eumir Marcial  | Boks                 | waga średnia mężczyzn     | W półfinale uległ reprezentantowi Ukrainy Ołeksandrowi Chyžniakowi | 5 sierpnia |

## Skład kadry

### Boks
| Zawodnik       | Konkurencja           | 1/16                | 1/8               | Ćwierćfinał      | Półfinał         | Finał            | Finał   | Źródło |
| Zawodnik       | Konkurencja           | Przeciwnik Wynik    | Przeciwnik Wynik  | Przeciwnik Wynik | Przeciwnik Wynik | Przeciwnik Wynik | Miejsce | Źródło |
| -------------- | --------------------- | ------------------- | ----------------- | ---------------- | ---------------- | ---------------- | ------- | ------ |
| Carlo Paalam   | waga musza mężczyzn   | Irvine W 4-1        | Flissi W 5-0      | Zoirov W 4-0     | Tanaka W 5-0     | Yafai P 1-4      | srebro  | [ 4 ]  |
| Eumir Marcial  | waga średnia mężczyzn | Bye                 | Nemouchi W RSC    | Darchinyan W KO  | Chyžniak P 2-3   | NQ               | brąz    | [ 5 ]  |
| Irish Magno    | waga musza kobiet     | Ongare W 5-0        | Jitpong P 0-5     | NQ               | NQ               | NQ               | 9.      | [ 6 ]  |
| Nesthy Petecio | waga piórkowa kobiet  | Sakobi Matshu W 5-0 | Lin Yu-ting W 3-2 | Arias W 5-0      | Testa W 4-1      | Sena Irie P 0-5  | srebro  | [ 7 ]  |

### Gimnastyka
| Zawodnik    | Konkurencja                 | Kwalifikacje | Kwalifikacje | Kwalifikacje | Kwalifikacje | Kwalifikacje | Kwalifikacje | Kwalifikacje | Kwalifikacje | Finał    | Finał    | Finał    | Finał    | Finał    | Finał    | Finał  | Finał   | Źródło |
| Zawodnik    | Konkurencja                 | Przyrząd     | Przyrząd     | Przyrząd     | Przyrząd     | Przyrząd     | Przyrząd     | Razem        | Pozycja      | Przyrząd | Przyrząd | Przyrząd | Przyrząd | Przyrząd | Przyrząd | Razem  | Pozycja | Źródło |
| Zawodnik    | Konkurencja                 | F            | PH           | R            | V            | PB           | HB           | Razem        | Pozycja      | F        | PH       | R        | V        | PB       | HB       | Razem  | Pozycja | Źródło |
| ----------- | --------------------------- | ------------ | ------------ | ------------ | ------------ | ------------ | ------------ | ------------ | ------------ | -------- | -------- | -------- | -------- | -------- | -------- | ------ | ------- | ------ |
| Carlos Yulo | wielobój indywidualnie      | 13,566       | 11,833       | 14,000       | 14,766       | 13,466       | 12,300       | 79,931       | 47.          | NQ       | NQ       | NQ       | NQ       | NQ       | NQ       | NQ     | NQ      | [ 8 ]  |
| Carlos Yulo | ćwiczenia wolne             | 13,566       | N/A          | N/A          | N/A          | N/A          | N/A          | 13,566       | 44.          | NQ       | NQ       | NQ       | NQ       | NQ       | NQ       | NQ     | NQ      | [ 8 ]  |
| Carlos Yulo | ćwiczenia na poręczach      | N/A          | N/A          | N/A          | N/A          | 13,466       | N/A          | 13,466       | 55.          | NQ       | NQ       | NQ       | NQ       | NQ       | NQ       | NQ     | NQ      | [ 8 ]  |
| Carlos Yulo | ćwiczenia na drążku         | N/A          | N/A          | N/A          | N/A          | N/A          | 12,300       | 12,300       | 63.          | NQ       | NQ       | NQ       | NQ       | NQ       | NQ       | NQ     | NQ      | [ 8 ]  |
| Carlos Yulo | ćwiczenia na koniu z łękami | N/A          | 11,833       | N/A          | N/A          | N/A          | N/A          | 11,833       | 69.          | NQ       | NQ       | NQ       | NQ       | NQ       | NQ       | NQ     | NQ      | [ 8 ]  |
| Carlos Yulo | ćwiczenia na kółkach        | N/A          | N/A          | 14,000       | N/A          | N/A          | N/A          | 14,000       | 24.          | NQ       | NQ       | NQ       | NQ       | NQ       | NQ       | NQ     | NQ      | [ 8 ]  |
| Carlos Yulo | skok                        | N/A          | N/A          | N/A          | 14,712       | N/A          | N/A          | 14,721       | 6.           | N/A      | N/A      | N/A      | 14,716   | N/A      | N/A      | 14,716 | 4.      | [ 8 ]  |

### Golf
| Zawodnik           | Konkurencja | Runda 1 | Runda 2 | Runda 3 | Runda 4 | Łącznie | Łącznie | Łącznie | Źródło |
| Zawodnik           | Konkurencja | Wynik   | Wynik   | Wynik   | Wynik   | Wynik   | Par     | Pozycja | Źródło |
| ------------------ | ----------- | ------- | ------- | ------- | ------- | ------- | ------- | ------- | ------ |
| Bianca Pagdanganan | kobiety     | 69      | 71      | 71      | 74      | 285     | +1      | 43.     | [ 9 ]  |
| Yuka Saso          | kobiety     | 74      | 68      | 67      | 65      | 274     | - 10    | 9.      | [ 9 ]  |
| Juvic Pagunsan     | Mężczyźni   | 66      | 73      | 76      | 70      | 285     | + 1     | 55.     | [ 10 ] |

### Judo
| Zawodnik        | Konkurencja | 1/8                 | Ćwierćfinał         | Półfinał            | Repasaże            | Finał / 3.miejsce   | Finał / 3.miejsce | Źródła |
| Zawodnik        | Konkurencja | Przeciwniczka Wynik | Przeciwniczka Wynik | Przeciwniczka Wynik | Przeciwniczka Wynik | Przeciwniczka Wynik | Pozycja           | Źródła |
| --------------- | ----------- | ------------------- | ------------------- | ------------------- | ------------------- | ------------------- | ----------------- | ------ |
| Kiyomi Watanabe | -63 kg (k)  | Cabaña P 00-10      | NQ                  | NQ                  | NQ                  | NQ                  | 17.               | [ 11 ] |

### Lekkoatletyka
Konkurencje biegowe
| Zawodnik       | Konkurencja | Eliminacje | Eliminacje | Półfinał | Półfinał | Finał | Finał   | Źródło |
| Zawodnik       | Konkurencja | Wynik      | Miejsce    | Wynik    | Miejsce  | Wynik | Miejsce | Źródło |
| -------------- | ----------- | ---------- | ---------- | -------- | -------- | ----- | ------- | ------ |
| Kristina Knott | 200 m (k)   | 23,80      | 5.         | NQ       | NQ       | NQ    | NQ      | [ 12 ] |

Konkurencje techniczne
| Zawodnik           | Konkurencja       | Kwalifikacje | Kwalifikacje | Finał | Finał   | Źródło |
| Zawodnik           | Konkurencja       | Wynik        | Miejsce      | Wynik | Miejsce | Źródło |
| ------------------ | ----------------- | ------------ | ------------ | ----- | ------- | ------ |
| Ernest John Obiena | skok o tyczce (m) | 5,75         | 10.          | 5,70  | 11.     | [ 13 ] |

### Pływanie
| Zawodnik    | Konkurencja          | Eliminacje | Eliminacje | Półfinał | Półfinał | Finał | Finał   | Źródło               |
| Zawodnik    | Konkurencja          | Czas       | Miejsce    | Czas     | Miejsce  | Czas  | Miejsce | Źródło               |
| ----------- | -------------------- | ---------- | ---------- | -------- | -------- | ----- | ------- | -------------------- |
| Luke Gebbie | 50 m dowolnym (m)    | 22,84      | 41.        | NQ       | NQ       | NQ    | NQ      | [ 14 ] [ 15 ] [ 16 ] |
| Luke Gebbie | 100 m dowolnym (m)   | 49,64      | 36.        | NQ       | NQ       | NQ    | NQ      | [ 17 ] [ 18 ] [ 19 ] |
| Remedy Rule | 100 m motylkowym (k) | 59,68      | 25.        | NQ       | NQ       | NQ    | NQ      | [ 20 ] [ 21 ] [ 22 ] |
| Remedy Rule | 200 m motylkowym (k) | 2:12,23    | 15.        | 2:12,89  | 15.      | NQ    | NQ      | [ 23 ] [ 24 ] [ 25 ] |

### Podnoszenie ciężarów
| Zawodnik     | Konkurencja   | Rwanie | Rwanie  | Podrzut | Podrzut | Razem  | Pozycja | Źródło |
| Zawodnik     | Konkurencja   | Wynik  | Pozycja | Wynik   | Pozycja | Razem  | Pozycja | Źródło |
| ------------ | ------------- | ------ | ------- | ------- | ------- | ------ | ------- | ------ |
| Hidilyn Diaz | -55 kg kobiet | 97 kg  | 2.      | 127 kg  | 1.      | 224 kg | złoto   | [ 26 ] |
| Elreen Ando  | -64 kg kobiet | 100 kg | 9.      | 122 kg  | 8.      | 222 kg | 7.      | [ 26 ] |

### Skateboarding
| Zawodnik        | Konkurencja | Eliminacje | Eliminacje | Finał  | Finał   | Źródło |
| Zawodnik        | Konkurencja | Punkty     | Miejsce    | Punkty | Miejsce | Źródło |
| --------------- | ----------- | ---------- | ---------- | ------ | ------- | ------ |
| Margielyn Didal | street (k)  | 12,02      | 7.         | 7,52   | 7.      | [ 27 ] |

### Strzelectwo
| Zawodnik      | Konkurencja              | Kwalifikacje | Kwalifikacje | Finał | Finał   | Źródło        |
| Zawodnik      | Konkurencja              | Wynik        | Pozycja      | Wynik | Pozycja | Źródło        |
| ------------- | ------------------------ | ------------ | ------------ | ----- | ------- | ------------- |
| Jayson Valdez | karabin pneumatyczny (m) | 612,6        | 44.          | NQ    | NQ      | [ 28 ] [ 29 ] |

### Taekwondo
| Zawodnik           | Konkurencja     | 1/8              | Ćwierćfinał      | Półfinał         | Repesaż          | Finał/3.miejsce  | Finał/3.miejsce | Źródło |
| Zawodnik           | Konkurencja     | Przeciwnik Wynik | Przeciwnik Wynik | Przeciwnik Wynik | Przeciwnik Wynik | Przeciwnik Wynik | Pozycja         | Źródło |
| ------------------ | --------------- | ---------------- | ---------------- | ---------------- | ---------------- | ---------------- | --------------- | ------ |
| Kurt Bryan Barbosa | -58 kg mężczyzn | Jang Jun P 6-26  | NQ               | NQ               | NQ               | NQ               | 11.             | [ 30 ] |

### Wioślarstwo
| Zawodnik      | Konkurencja | Eliminacje | Eliminacje | Repasaż | Repasaż | Ćwierćfinały | Ćwierćfinały | Półfinały            | Półfinały | Finał           | Finał | Miejsce | Źródło |
| Zawodnik      | Konkurencja | Czas       | M.         | Czas    | M.      | Czas         | M.           | Czas                 | M.        | Czas            | M.    | Miejsce | Źródło |
| ------------- | ----------- | ---------- | ---------- | ------- | ------- | ------------ | ------------ | -------------------- | --------- | --------------- | ----- | ------- | ------ |
| Cris Nievarez | M1x         | 7:22,97    | 3.         | N/A     | N/A     | 7:50,74      | 5.           | 7:26,05 Półfinał C/D | 5.        | 7:21,28 Finał D | 5.    | 23.     | [ 31 ] |